# Limnonectes

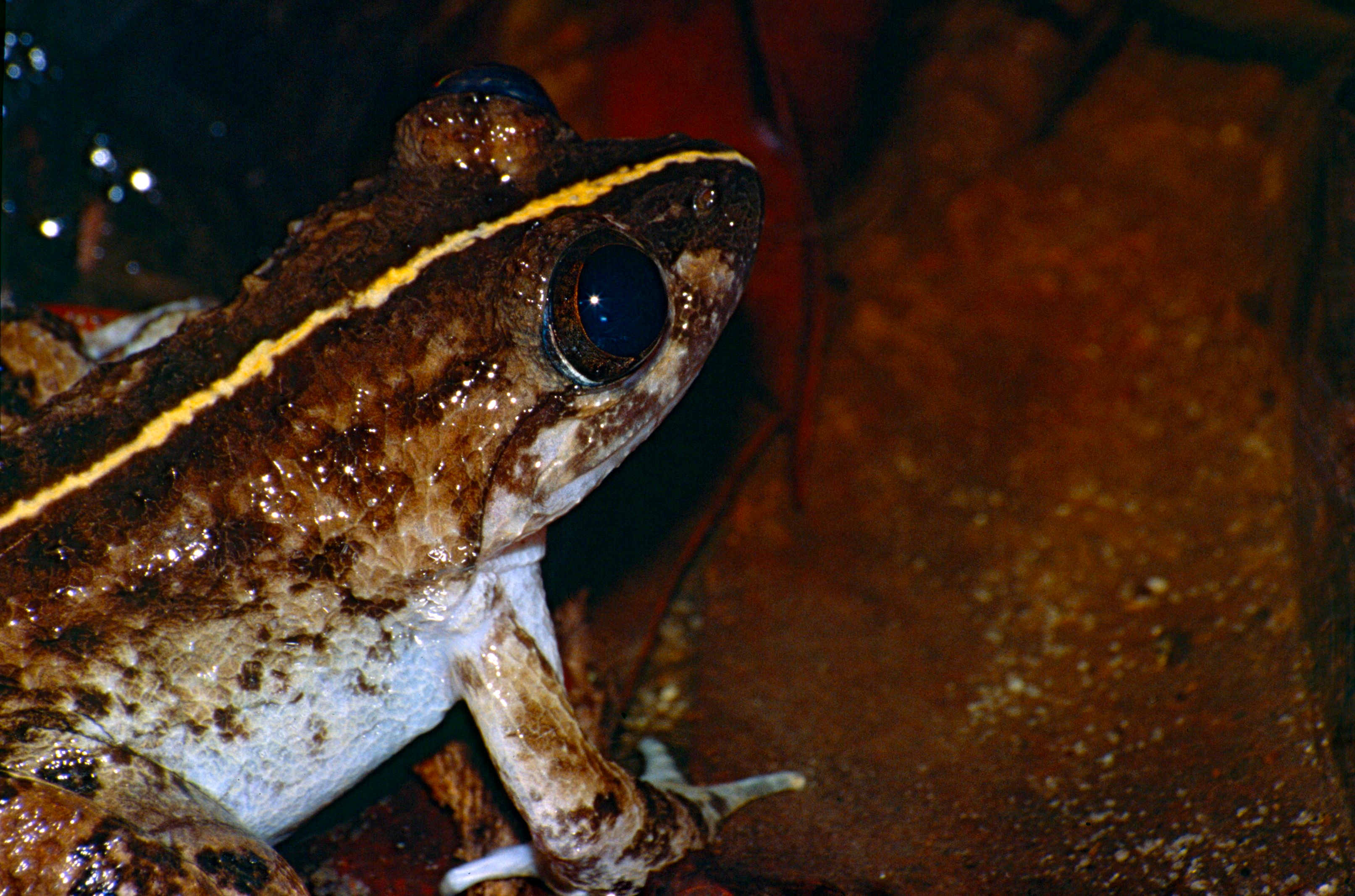
Limnonectes kuhlii

 Limnonectes  ist eine Froschgattung aus der Familie Dicroglossidae.

## Merkmale
Die Gattung Limnonectes zeichnet sich durch die relativ deutliche Bezahnung der Kiefer aus, während andere Froschgattungen keine oder nur sehr kleine Zähne besitzen. Es gibt einen ausgeprägten Sexualdimorphismus.

## Verbreitung
Die Gattung Limnonectes ist von Ostindien und Südchina über Südostasien bis nach Japan und die Philippinen verbreitet.

## Vorkommen
Die Frösche leben in den tropischen und subtropischen Wäldern entlang der Flüsse. Viele Arten kommen sympatrisch vor. Große Arten kommen auch in schnell fließenden Gewässern vor, die kleineren nutzen Altwässer in den Auen und Sandbänke.

## Systematik und Taxonomie
Die Gattung umfasst 102 Arten.
- Limnonectes abanghamidi Matsui, 2024
- Limnonectes acanthi (Taylor, 1923)
- Limnonectes arathooni (Smith, 1927)
- Limnonectes asperatus (Inger, Boeadi & Taufik, 1996)
- Limnonectes bagoensis Köhler, Zwitzers, Than & Thammachoti, 2021
- Limnonectes bagoyoma Köhler, Zwitzer, Than & Thammachoti, 2021
- Limnonectes bannaensis Ye, Fei, ,Xie & Jiang, 2007
- Limnonectes barioensis Matsui and Nishikawa, 2024
- Limnonectes batulawensis Matsui, Nishikawa & Eto, 2024
- Limnonectes beloncioi Herr, Vallejos, Meneses, Abraham, Otterholt, Siler, Rico & Brown, 2021
- Limnonectes blythii (Boulenger, 1920)
- Limnonectes cassiopeia Herr, Som & Brown, 2024
- Limnonectes cintalubang Matsui, Nishikawa & Eto, 2014
- Limnonectes coffeatus Phimmachak, Sivongxay, Seateun, Yodthong, Rujirawan, Neang, Aowphol & Stuart, 2018
- Limnonectes conspicillatus (Günther, 1872)
- Limnonectes dabanus (Smith, 1922)
- Limnonectes dammermani (Mertens, 1929)
- Limnonectes deinodon Dehling, 2014
- Limnonectes diuatus (Brown and Alcala, 1977)
- Limnonectes doriae (Boulenger, 1887)
- Limnonectes fastigatus Stuart, Schoen, Nelson, Maher, Neang, Rowley & McLeod, 2020
- Limnonectes finchi (Inger, 1966)
- Limnonectes fragilis (Liu and Hu, 1973)
- Limnonectes fujianensis Ye and Fei, 1994
- Limnonectes ghoshi (Chanda, 1991)
- Limnonectes grunniens (Latreille, 1801)
- Limnonectes gunungensis Dehling, Neokleous, Das, Grafe, Pui & Hertwig, 2025
- Limnonectes gyldenstolpei (Andersson, 1916)
- Limnonectes gyrinophorus Dehling, Neokleous, Das, Grafe, Pui & Hertwig, 2025
- Limnonectes hascheanus (Stoliczka, 1870)
- Limnonectes heinrichi (Ahl, 1933)
- Limnonectes hikidai Matsui and Nishikawa, 2014
- Limnonectes ibanorum (Inger, 1964)
- Limnonectes ingeri (Kiew, 1978)
- Limnonectes isanensis McLeod, Kelly & Barley, 2012
- Limnonectes jarujini Matsui, Panha, Khonsue & Kuraishi, 2010
- Limnonectes kadarsani Iskandar, Boeadi & Sancoyo, 1996
- Limnonectes kenepaiensis (Inger, 1966)
- Limnonectes khammonensis (Smith, 1929)
- Limnonectes khasianus (Anderson, 1871)
- Limnonectes kinabaluensis Dehling, Neokleous, Das, Grafe, Pui & Hertwig, 2025
- Limnonectes kiziriani Pham, Le, Ngo, Ziegler & Nguyen, 2018
- Limnonectes kohchangae (Smith, 1922)
- Limnonectes kong Dehling and Dehling, 2017
- Limnonectes kuhlii (Tschudi, 1838)
- Limnonectes lambirensis Matsui and Nishikawa, 2024
- Limnonectes lanjakensis Matsui and Nishikawa, 2024
- Limnonectes larvaepartus Iskandar, Evans & McGuire, 2014
- Limnonectes lauhachindai Aowphol, Rujirawan, Taksinum, Chuaynkern & Stuart, 2015
- Limnonectes leporinus (Andersson, 1923)
- Limnonectes leytensis (Boettger, 1893)
- Limnonectes limborgi (Sclater, 1892)
- Limnonectes longchuanensis Suwannapoom, Yuan, Sullivan & McLeod, 2016
- Limnonectes maanyanorum Gonggoli, Shimada, Matsui, Nishikawa, Sidik, Kadafi, Farajallah & Hamidy, 2025
- Limnonectes macrocephalus (Inger, 1954)
- Limnonectes macrodon (Duméril and Bibron, 1841)
- Limnonectes macrognathus (Boulenger, 1917)
- Limnonectes magnus (Stejneger, 1910)
- Limnonectes malesianus (Kiew, 1984)
- Limnonectes mawlyndipi (Chanda, 1990)
- Limnonectes megastomias McLeod, 2008
- Limnonectes micrixalus (Taylor, 1923)
- Limnonectes microdiscus (Boettger, 1892)
- Limnonectes microtympanum (Van Kampen, 1907)
- Limnonectes mocquardi Matsui, Dubois & Ohler, 2013
- Limnonectes modestus (Boulenger, 1882)
- Limnonectes namiyei (Stejneger, 1901)
- Limnonectes nephophilus Dehling, Neokleous, Das, Grafe, Pui & Hertwig, 2025
- Limnonectes nguyenorum McLeod, Kurlbaum & Hoang, 2015
- Limnonectes nitidus (Smedley, 1932)
- Limnonectes nusantara Gonggoli, Shimada, Matsui, Nishikawa, Sidik, Kadafi, Farajallah & Hamidy, 2025
- Limnonectes oreibates Dehling, Neokleous, Das, Grafe, Pui & Hertwig, 2025
- Limnonectes paginatanensis Matsui, Niskikawa & Shimada, 2024
- Limnonectes palavanensis (Boulenger, 1894)
- Limnonectes paramacrodon (Inger, 1966)
- Limnonectes parvus (Taylor, 1920)
- Limnonectes paulyambuni Matsui, Nishikawa & Shimada, 2024
- Limnonectes penerisanensis Matsui, Niskikawa & Shimada, 2024
- Limnonectes phuyenensis Pham, Do, Le, Ngo, Nguyen, Ziegler & Nguyen, 2020
- Limnonectes phylax Dehling, Neokleous, Das, Grafe, Pui & Hertwig, 2025
- Limnonectes phyllofolia Frederick, Iskandar, Riyanto, Hamidy, Reilly, Stubbs, Bloch, Bach & McGuire, 2023
- Limnonectes plicatellus (Stoliczka, 1873)
- Limnonectes poilani (Bourret, 1942)
- Limnonectes pseudodoriae Yodthong, Rujirawan, Stuart & Aowphol, 2021
- Limnonectes quangninhensis Pham, Le, Nguyen, Ziegler, Wu & Nguyen, 2017
- Limnonectes rhacodus (Inger, Boeadi & Taufik, 1996)
- Limnonectes sarawakensis Dehling, Neokleous, Das, Grafe, Pui & Hertwig, 2025
- Limnonectes savan Phimmachak, Richards, Sivongxay, Seateun, Chuaynkern, Makchai, Som & Stuart, 2019
- Limnonectes selatan Matsui, Belabut & Ahmad, 2014
- Limnonectes separatus Matsui, Nishikawa & Shimada, 2024
- Limnonectes shompenorum Das, 1996
- Limnonectes sinuatodorsalis Matsui, 2015
- Limnonectes sisikdagu McLeod, Horner, Husted, Barley & Iskandar, 2011
- Limnonectes splendissimus Le, Nguyen, Murphy, Tran, Nguyen & Che, 2025
- Limnonectes suboliferus Dehling, Neokleous, Das, Grafe, Pui & Hertwig, 2025
- Limnonectes tawauensis Matsui, Nishikawa & Shimada, 2024
- Limnonectes taylori Matsui, Panha, Khonsue & Kuraishi, 2010
- Limnonectes timorensis (Smith, 1927)
- Limnonectes tweediei (Smith, 1935)
- Limnonectes utara Matsui, Belabut & Ahmad, 2014
- Limnonectes visayanus (Inger, 1954)
- Limnonectes woodworthi (Taylor, 1923)